# Sareyamou
Sareyamou is een gemeente (commune) in de regio Timboektoe in Mali. De gemeente telt 17.000 inwoners (2009).
De gemeente bestaat uit de volgende plaatsen:
- Banagaditya
- Chirfiga
- Doukoure Aly
- Fatta
- Gabi Koira
- Gabongo Fadahit
- Goiroum
- Hororsséno
- Koïto
- Mati
- Milala
- Sareyamou
- Siba Ouro Aly
- Soba Gabéry
- Teyba